# Подземни свет: Еволуција
Подземни свет: Еволуција (енгл. Underworld: Evolution) амерички је акциони хорор филм из 2006. године. Режију потписује Лен Вајзман, по сценарију Денија Макбрајда. Други је део филмског серијала Подземни свет и наставак филма Подземни свет (2003). Главне улоге тумаче: Кејт Бекинсејл, Скот Спидман, Тони Каран, Шејн Броли, Стивен Макинтош, Дерек Џејкоби и Бил Нај.
Приказан је 20. јануара 2006. године. Добио је позитивне рецензије критичара и зарадио преко 113 милиона долара, у односу на буџет од 45 милиона долара.

## Радња
Гласница смрти Селена је у бегу са својим љубавником Мајклом, мешанцем лајкана и вампира. Крилати вампир Маркус одлучан је у намери да пронађе свог рођака лајкана и ослободи га, што ће оставити страшне последице на свет. Селена мора то да заустави, а све ће резултирати страховитим насиљем, оружаним обрачунима, ударцима и убодима, тајанственим артифактима и застрашујућим окружењем влажних гробница и катакомби.

## Улоге
| Глумац          | Улога        |
| --------------- | ------------ |
| Кејт Бекинсејл  | Селена       |
| Скот Спидман    | Мајкл Корвин |
| Тони Каран      | Маркус       |
| Дерек Џејкоби   | Александер   |
| Стивен Макинтош | Андреас      |
| Шејн Броли      | Крејвен      |
| Бил Нај         | Виктор       |
| Зита Герег      | Амелија      |
| Брајан Стил     | Вилијам      |